# 吉川榮治
吉川 榮治（よしかわ えいじ、1948年（昭和23年）1月28日 - ）は、日本の海上自衛官。第28代海上幕僚長。大阪府出身。

## 経歴
1999年（平成11年）3月23日に発生した能登半島沖不審船事件では海上自衛隊創設以来初となる海上警備行動が発令され、第3護衛隊群司令として現場の指揮を執った。その後、練習艦隊司令官、大湊地方総監、横須賀地方総監などの要職を歴任し、第28代海上幕僚長に就任。
海幕長在任中、イージス艦情報漏洩事件、護衛艦「しらね」火災事故、イージス艦衝突事故などの不祥事が発生、三事案すべてに責任があったとして2008年（平成20年）3月21日付で懲戒処分を受け、24日付で退官。海上幕僚長離任に際しては、栄誉礼を辞退し、石破茂防衛相や後任の赤星慶治を含む幹部が互いに帽子を振って別れる「帽振れ」のあいさつで吉川を見送った。

## 年譜
- 1971年（昭和46年）3月：防衛大学校を卒業（第15期）、海上自衛隊に入隊[1]
- 1982年（昭和57年）7月：3等海佐
- 1986年（昭和61年）1月：2等海佐
- 1987年（昭和62年）4月：護衛艦「みねぐも」艦長
- 1990年（平成02年）1月：1等海佐
- 1991年（平成03年）7月15日：第3護衛隊群司令部幕僚
- 1992年（平成04年）8月3日：海上幕僚監部監理部総務課総務班長
- 1994年（平成06年）4月1日：第41護衛隊司令
- 1995年（平成07年）6月30日：統合幕僚会議事務局第5幕僚室防衛計画調整官兼中期班長
- 1996年（平成08年）7月1日：海将補に昇任、舞鶴地方総監部幕僚長
- 1997年（平成09年）12月8日：第3護衛隊群司令
- 1999年（平成11年）12月10日：練習艦隊司令官
- 2001年（平成13年）1月11日：統合幕僚会議事務局第5幕僚室長
- 2003年（平成15年）3月27日：海将に昇任、第35代 大湊地方総監に就任
- 2005年（平成17年）1月12日：第36代 横須賀地方総監に就任
- 2006年（平成18年）8月4日：第28代 海上幕僚長に就任
- 2008年（平成20年）3月24日：海上幕僚長を退任（退官）